# クリスティーナ (モデル)
クリスティーナ（Christina、本名：森本 クリスティーナ、1985年10月2日 - ）は、日本のファッションモデル。所属芸能事務所は、スターダストプロモーション。

## 来歴・人物
父親がアメリカ人で母親が日本人。
12歳でモデルデビュー。主にファッション雑誌『sweet』『JJ』『MORE』のモデルとして活動している。2006年に映画『I am 日本人』の主役で女優デビュー。
以前は、本名の森本クリスティーナ名義で活動していたが、「長い」との理由で、現在の芸名に改名した。

## 出演

### テレビ番組
- めざましテレビ（2006年4月-2007年3月、フジテレビ） - 早耳ムスメ
- きょうから英会話（2007年4月-9月、 NHK Eテレ）

### ドラマ
吹替え
- ビヨンド・ザ・ブレイク（2008年、BS朝日） - ドーン・プレスト 役

### CM
- エンジェルハート（香水）／アメーズユープランニング （2005年）
- SONY「VAIO」（2007年-2008年）
- 花王「エマール」（2009年）
- VIVREイメージキャラクター（2009年）
- Disney Mobile／DM004SH（2009年）
- サンスター VO5[3]（2011年）
- 日産 - モコ 「バスタブ」篇（2014年8⽉〜）[4]

### ミュージック・ビデオ
- SURFACE「Re:START」（2005年）
- SOFFet「Life」（2006年）

### 映画
- I am 日本人（2006年） - エミー・ワタナベ 役